# هایدزه
هایدزه (به آلمانی: Heidesee) یک شهر در آلمان است که در دامه-اشپریوالد واقع شده‌است. هایدزه  ۷٬۰۷۸ نفر جمعیت دارد.